# Augochloropsis catamarcensis
Augochloropsis catamarcensis är en biart som först beskrevs av Carlos Schrottky 1909.  Augochloropsis catamarcensis ingår i släktet Augochloropsis och familjen vägbin. Inga underarter finns listade.